# Сумыгаз
Акционерное общество оператор газораспределительной системы «Сумыгаз» (АО «Сумыгаз», укр. АТ «Сумигаз») - предоставляет услуги по транспортировке природного газа распределительными сетями Сумской области, строительства газопроводов, газификации объектов и другие услуги, связанные с бесперебойным и безопасным распределением природного газа потребителям на территории Сумской области.

## История
Газификация Сумской области началась в 1952 году, когда началось снабжение жителей области сжиженным природным газом в баллонах.
В 1957 году от магистрального газопровода «Дашава — Киев — Москва» началось строительство ветки газопровода к городу Шостка, одновременно в Шостке началось строительство газораспределительной станции. 24 октября 1960 года в Шостке была создана контора «Горгаз», а в мае 1961 года началось газоснабжение первых жилых домов города. Таким образом, Шостка стала первым населённым пунктом Сумской области, получившим централизованную систему газоснабжения.
В 1962 году в городе Сумы была введена в эксплуатацию первая газонаполнительная станция производственной мощностью 3 тыс. м³ сжиженного природного газа в год.
В 1963 году в Сумах было завершено строительство магистрального газопровода и создана производственно-эксплуатационная контора газового хозяйства (с 1 сентября 1972 года — управление «Облгаз» Сумской области).
5 сентября 1975 года управление «Облгаз» было переименовано в производственное объединение «Сумыгаз».
После провозглашения независимости Украины производственное объединение «Сумыгаз» было преобразовано в открытое акционерное общество.
После создания 16 июля 1996 года государственной холдинговой компании "Укргаз" предприятие перешло в ведение компании.
В августе 1997 года предприятие по газоснабжению и газификации ОАО «Сумыгаз» было отнесено к категории предприятий, имеющих стратегическое значение для экономики и безопасности Украины.
После создания 25 мая 1998 года Национальной акционерной компании «Нафтогаз Украины» предприятие перешло в ведение компании.
После создания в 2000 году компании «Газ Украины» «Сумыгаз» было передано в ведение ДК «Газ Украины».
В 2005 году была создана частная компания «Газтек», в собственность которой перешли контрольные пакеты акций нескольких газораспределительных предприятий Украины (в том числе, ОАО «Сумыгаз»). В 2015 году «Газтек» увеличила размер контрольного пакета акций «Сумыгаз» с 25,78 % до 46,64 %.

## Современное состояние
В состав предприятия входят главное управление, 4 управления по эксплуатации газового хозяйства, общая численность работников составляет 2800 человек.